# Janez Vouk
Janez Vouk, rojen 24. 09. 1969 v Mariboru, je nižjo in srednjo glasbeno šolo obiskoval v Mariboru in jo zaključil leta 1988 v razredu profesorja Janeza Kopšeta. Leta 1995 je z odličnim uspehom diplomiral na ljubljanski Akademiji za glasbo pri rednem profesorju Stanku Arnoldu – klasična glasba in leta 2001 na Umetniški univerzi v Gradcu pri rednem profesorju mag. Edvardu Holnthanerju – jazz.
Od leta 1991 je profesor trobente in komorne igre na Konservatoriju za glasbo in balet v Mariboru.
Od leta 1997 je dirigent Big banda Konservatorija Maribor.
Od leta 2014 je umetniški vodja moške vokalne skupine Svečinski nonet.
Sodeloval je z mnogimi vrhunskimi domačimi in tujimi glasbeniki, ter v mnogih glasbenih sestavih različnih glasbenih zvrsti od klasike, jazza, rocka in etno glasbe, tako doma, kot v tujini, med drugim Toti big band, Kanta kvartet, The kroniks, Shantel and Bucovina club, Sandy Lopicic orkestar, Zoran Predin, No name blues band, Oto Pestner, Victor Mendoza, Dejan Pečenko, Vesna Petković ter mnogi drugi.
Z mnogimi zasedbami ali kot studijski glasbenik je posnel tudi veliko nosilcev zvoka.